# オフィスCHK
オフィスCHK（オフィスシーエッチケー、登記社名: 株式会社オフィスシーエッチケー）は、日本の芸能事務所。本社所在地は京都府京都市中京区。日本芸能マネージメント事業者協会会員。

## 概要
声優・ナレーターのマネジメントと、声優・歌手・アナウンサーの養成所を運営する。関東・東海・関西に事務所を置き、全国に養成所を置く。

## 所属声優
男性声優
- 田井隆造
- 石川大介
- 坂井ジェシー
- 高松直輝

女性声優
- ゆうきあみ
- 和田有香里
- 久保田靖子
- 丸山観月
- 山名智美
- 岡田紀子
- 中野ゆうか
- 足立奈穂
- 長瀬ゆずは
- 由香里
- 木村ひろみ

準所属
- 不破亮輔
- 坂井慈恵士

預かり
- 彭柔涵
- 細野友香
- 沖薫
- 東出佳子
- 加藤礼子
- 中兼靖雄
- 中根貴史

### 地方校関連
- オフィスCUE CHK声優センター金沢校直下にして同校およびCHKアナウンススクール金沢を運営している芸能事務所。CREATIVE OFFICE CUEとの関係はない。
- CHK声優センター金沢校 金沢校ウェブサイト。オフィスCUEの母体であり同時に同事務所によって運営されている。
- イーヴォイス CHK声優センター札幌校を運営している芸能事務所
- CHK声優センター札幌校 札幌校ウェブサイト。イーヴォイス運営。